# Ethridge
Ethridge – miasto w Stanach Zjednoczonych, w stanie Tennessee, w hrabstwie Lawrence.